# 캣츠 (2001년 영화)
캣츠(The Cat's Meow)는 영국에서 제작된 피터 보그다노비치 감독의 2001년 드라마, 스릴러, 코미디 영화이다. 커스틴 던스트 등이 주연으로 출연하였고 캐롤 루이스 등이 제작에 참여하였다.

## 출연

### 주연
- 커스틴 던스트
- 캐리 엘위스
- 에드워드 허먼
- 에디 이자드
- 조안나 럼리
- 빅터 슬레작
- 제니퍼 틸리

### 조연
- 제임스 로렌슨
- 로난 비버트
- 키에라 스콜라스
- 잉그리드 하시
- 존 C. 베니머

## 제작진
- 원작자: 스티븐 페로스
- 공동제작: 어니 바바라쉬
- 라인프로듀서: 마틴 하게만
- 협력프로듀서: 제이슨 뉴마크
- 미술: 장 빈센트 푸조스
- 분장-헤어: 프로드 프루드
- 의상: 캐롤라인 드 비베스
- 배역: 사라 베어드샐